# 岡田裕美
岡田 裕美（おかだ ゆみ、1969年2月 - ）は、日本のAV女優。

## 略歴
2004年から2007年まで活躍したAV女優である。
2009年頃に初裏流出、「第1話〜淫乱人妻〜玩具にされて」「第2話〜淫乱人妻〜玩具にされて捨てられて」がある。

## 出演作品

### アダルトビデオ
2004年
- そ〜れ!イクわよ〜義母さんバレー失神アタック（10月15日、東京音光）他出演:風間恭子、望月加奈
- 豊乳夫人の火遊び（10月22日、現映社）他出演:持田さつき

2005年
- ボディコン熟女レズ（1月14日、アリスJAPAN）他出演:早見ゆかり、瀬名涼子
- 猥褻熟女（6月24日、シネマジック）
- 母子相姦遊戯 慕情の蔵（9月7日、グローバルメディアエンタテインメント）
- 艶熟＊女ざかり（9月30日、冒険ゴリラ）他出演:玉置マリア
- 中出し義母レイプ 3（11月4日、TMA）他出演:結衣、桜月舞、風間ゆみ
- 猥褻熟女 SX（12月16日、シネマジック）他出演:望月加奈
- 中出し義母逆レイプ（12月22日、グレイズ）他出演:桜月舞、風間ゆみ、環あかり、結衣

2006年
- どすけべ義母3時間スペシャル（1月25日、サイドビー）他出演:西条麗
- 悦楽美熟女〜さかりの情事（2月10日、ゴリラプロジェクト）他出演:玉置マリア、小林みゆき、環あかり
- 幾つになっても赤子でいたい僕。（2月16日、タカラ映像）
- 中出しソープ 麗しの熟女湯屋（3月8日、グローバルメディアエンタテインメント）
- 義母さん僕もう我慢できない4時間スペシャル 1（8月29日、フラットコーポレーション）他出演多数
- 離婚妻は熟れ濡れ2（9月12日、ルミナス企画）他出演多数
- 近親相姦ベスト10人 2（10月19日、タカラ映像）他出演多数
- 激淫乱（11月14日、ルミナス企画）他出演多数
- 背徳近親相姦 母と子の哀しき真実（11月25日、マドンナ）他出演:小川英美

2007年
- 完全主観ヴァーチャル近親淫語責め。（1月5日、タカラ映像）
- 熟女レズ 競泳水着（1月10日、グローバルメディアエンタテインメント）他出演:神崎美樹、水沢久美
- 人妻が熟れて我慢できない午後3時 19（5月30日、クリスタル映像）他出演:寺澤しのぶ、浅宮ゆかり、池田美和、愛川咲樹、藤崎薫
- 熟れた肉体 〜狙われた巨乳妻〜（6月25日、マドンナ）
- おふぇらいたします 弐（7月7日、マドンナ）他出演:多数
- 熟女中出し集 熱い精液欲しがる熟女十二人の淫らな恥部（7月11日、グローバルメディアエンタテインメント）他出演多数
- 近親相姦ベスト10人 5（10月4日、タカラ映像）他出演:多数

2008年
- 息子を襲ったスケベな義母たち 4時間スペシャル （4月11日、東京音光）他出演多数
- 熟女マ○コ中出し集（5月7日、グローバルメディアエンタテインメント）他出演多数
- 叫ぶ女 4時間20連発!!（7月25日、クリスタル映像）他出演多数
- 熟女濃厚接吻（8月21日、グローバルメディアエンタテインメント）他出演多数
- 熟女レイプ集（9月4日、グローバルメディアエンタテインメント）他出演多数

- 美熟女羞恥凌辱総集編4時間 2（10月4日、タカラ映像）他出演多数

2009年
- 極選4時間 人妻が熟れて我慢できない午後3時（2月6日、クリスタル映像）他出演多数
- 熟女30人淫舌集（8月10日、グローバルメディアエンタテインメント）他出演多数

2010年
- マドンナ7周年記念 巨乳美熟女77人12時間（12月7日、マドンナ）他出演多数
- レズ×レズ×レズ地獄 3 4時間（12月7日、LADIES♀ROOM）他出演多数

2011年
- 淫乱！和服姿で悶える美熟女たち（1月7日、マドンナ）他出演多数